# Рагби јунион репрезентација Мадагаскара
Рагби јунион репрезентација Мадагаскара је рагби јунион тим који представља Мадагаскар у овом екипном спорту. Рагби је национални спорт Мадагаскара. Рагби су на Мадагаскар донели француски радници крајем 19. века, данас на Мадагаскару има 410 рагби клубова и око 22 000 регистрованих рагбиста. Најтежи пораз Мадагаскар је доживео 2002. Рагби јунион репрезентација Намибије је била боља 112-0. Најубедљивију победу Мадагаскар је остварио 2006. када је побеђена Замбиа са 97-3.

## Тренутни састав
Ракотоарисоа Херизо
Равеломанантсоа Тиана
Ракотосон Мампионона
Рабеарилала Тусант Бонифејс
Ракотонирина Жан де Диу
Толотра Рамаромиантсо
Рабеманањара Жан Вили
Разафиндратсимба Ентони
Рандриаманантена Родолфе
Ракотоаривело Хасина
Андријањака Кристијан
Ракотомиалоха Доналд
Расоанаиво Херизо
Разафиндранаиво Бернард
Ралаимидона Хери
Ракотонирина Алан
Сидоние Ракотоарисоа
Рија Ракотоариманана
Хосе Ракото - капитен
Џеки Бајард